# S Club 8
S Club 8 (tidigare S Club Juniors) var en brittisk popgrupp som bildades 2001 av Simon Fuller. Gruppen är en "spinoff" av S Club 7.

## Medlemmar
- Calvin Goldspink (f. 24 januari 1989 i Great Yarmouth, Norfolk, England)
- Daisy Rebecca Evans (f. 30 november 1989)
- Jay Perry Asforis (f. 30 oktober 1989) Han jobbar nu som modell under namnet Jay Perry.
- Stacey McClean (f. 17 februari 1989 i Blackpool, Lancashire, England)
- Aaron Paul Renfree (f. 19 december 1987)
- Hannah Richings (f. 30 november 1990)
- Frankie Sanford (f. 14 januari 1989 i Havering, London, England)
- Rochelle Humes (f. Wiseman 21 mars 1989 i Essex, England) Hon är sedan den 27 juli 2012 gift med Marvin Humes från JLS. 20 maj 2013 föddes makarnas första barn, dottern Alaia-Mai.

## Diskografi
Studioalbum
- 2002 – Together
- 2003 – Sundown

Singlar
- 2002 – "One Step Closer" (UK #2)
- 2002 – "Automatic High" (UK #2	)
- 2002 – "New Direction" (UK #2)
- 2002 – "Puppy Love" / "Sleigh Ride" (UK #6	)
- 2003 – "Fool No More" (UK #4)
- 2003 – "Sundown" (UK #4)
- 2003 – "Don't Tell Me You're Sorry" (UK #11)

## Filmografi
- 2004 – I Dream (TV-Serie)